# Adamence
 (juillet 2025).
Emarion "Adamence" est une marque de joaillerie en ligne dédiée aux créations en or, diamant, pierres précieuses et perles de culture exploitée par la société Emarion.
Fondée en 2005, Adamence est le précurseur en France de la vente en ligne de diamants certifiés. 
L'entreprise appartient à la société Chevalier AB elle-même contrôlée par la société Chevalier Holding dirigée par Patrice Chevalier.

## Histoire
À partir de 2008 d'autres intervenants arrivent sur le marché, notamment Baunat qui importe ses pierres directement de l'Inde, le français Gemmyo et les firmes américaines Blue Nile et James Allen.
En 2012, l'établissement rue de Constantinople est fermé.
En 2014 est fermé le point de vente de la rue de la Paix.[citation nécessaire]
En 2015 est fermé le point de vente de la rue Richelieu.
En 2018, la société prend le nom de Emarion.

## Chiffres et repères
- En 2009, Adamence étend son offre aux bijoux sertis de pierres précieuses et perles de culture.
- En 2010, Adamence s'internationalise[6] : Royaume-Uni, Allemagne, Espagne. Le site enregistre 150 000 visiteurs par mois [7],[3]

- En 2011, Adamence signe une levée de fonds de 2,4 millions d'euros[8].
- En 2014, le chiffre d'affaires approche de 2 millions d'euros et ne cesse de décroître depuis.